# Montcorbon
Montcorbon és un antic municipi francès, situat al departament del Loiret i a la regió de Centre – Vall del Loira. L'any 2007 tenia 458 habitants. L'1 de gener de 2016 s'annexionà amb Douchy per formar el municipi de Douchy-Montcorbon.

## Demografia

### Població
El 2007 la població de fet de Montcorbon era de 458 persones. Hi havia 196 famílies, de les quals 60 eren unipersonals (32 homes vivint sols i 28 dones vivint soles), 68 parelles sense fills, 44 parelles amb fills i 24 famílies monoparentals amb fills.
La població ha evolucionat segons el següent gràfic:
Habitants censats

### Habitatges
El 2007 hi havia 290 habitatges, 199 eren l'habitatge principal de la família, 69 eren segones residències i 22 estaven desocupats. 283 eren cases i 3 eren apartaments. Dels 199 habitatges principals, 146 estaven ocupats pels seus propietaris, 46 estaven llogats i ocupats pels llogaters i 7 estaven cedits a títol gratuït; 3 tenien una cambra, 14 en tenien dues, 38 en tenien tres, 56 en tenien quatre i 88 en tenien cinc o més. 152 habitatges disposaven pel capbaix d'una plaça de pàrquing. A 115 habitatges hi havia un automòbil i a 65 n'hi havia dos o més.

### Piràmide de població
La piràmide de població per edats i sexe el 2009 era:
| Homes | Edats   | Dones |
| ----- | ------- | ----- |
| 0     | 95 o +  | 0     |
| 0     | 90 a 94 | 0     |
| 0     | 85 a 89 | 4     |
| 0     | 80 a 84 | 8     |
| 24    | 75 a 79 | 12    |
| 0     | 70 a 74 | 20    |
| 32    | 65 a 69 | 12    |
| 0     | 60 a 64 | 8     |
| 16    | 55 a 59 | 0     |
| 8     | 50 a 54 | 8     |
| 20    | 45 a 49 | 16    |
| 4     | 40 a 44 | 8     |
| 28    | 35 a 39 | 32    |
| 20    | 30 a 34 | 12    |
| 16    | 25 a 29 | 12    |
| 0     | 20 a 24 | 12    |
| 8     | 15 a 19 | 28    |
| 16    | 10 a 14 | 24    |
| 4     | 5 a 9   | 40    |
| 8     | 0 a 4   | 8     |

## Economia
El 2007 la població en edat de treballar era de 267 persones, 203 eren actives i 64 eren inactives. De les 203 persones actives 182 estaven ocupades (100 homes i 82 dones) i 21 estaven aturades (6 homes i 15 dones). De les 64 persones inactives 24 estaven jubilades, 20 estaven estudiant i 20 estaven classificades com a «altres inactius».

### Ingressos
El 2009 a Montcorbon hi havia 201 unitats fiscals que integraven 479 persones, la mediana anual d'ingressos fiscals per persona era de 16.827 €.

### Activitats econòmiques
Dels 19 establiments que hi havia el 2007, 1 era d'una empresa alimentària, 5 d'empreses de construcció, 7 d'empreses de comerç i reparació d'automòbils, 1 d'una empresa de transport, 1 d'una empresa d'hostatgeria i restauració, 3 d'empreses de serveis i 1 d'una empresa classificada com a «altres activitats de serveis».
Dels 5 establiments de servei als particulars que hi havia el 2009, 1 era un taller de reparació d'automòbils i de material agrícola, 2 fusteries, 1 electricista i 1 perruqueria.
Dels 3 establiments comercials que hi havia el 2009, 1 era una botiga de menys de 120 m², 1 una fleca i 1 una botiga de roba.
L'any 2000 a Montcorbon hi havia 16 explotacions agrícoles que ocupaven un total de 1.755 hectàrees.

## Equipaments sanitaris i escolars
El 2009 hi havia una escola maternal integrada dins d'un grup escolar amb les comunes properes formant una escola dispersa.

## Poblacions més properes
El següent diagrama mostra les poblacions més properes.